# 岩手雪まつり

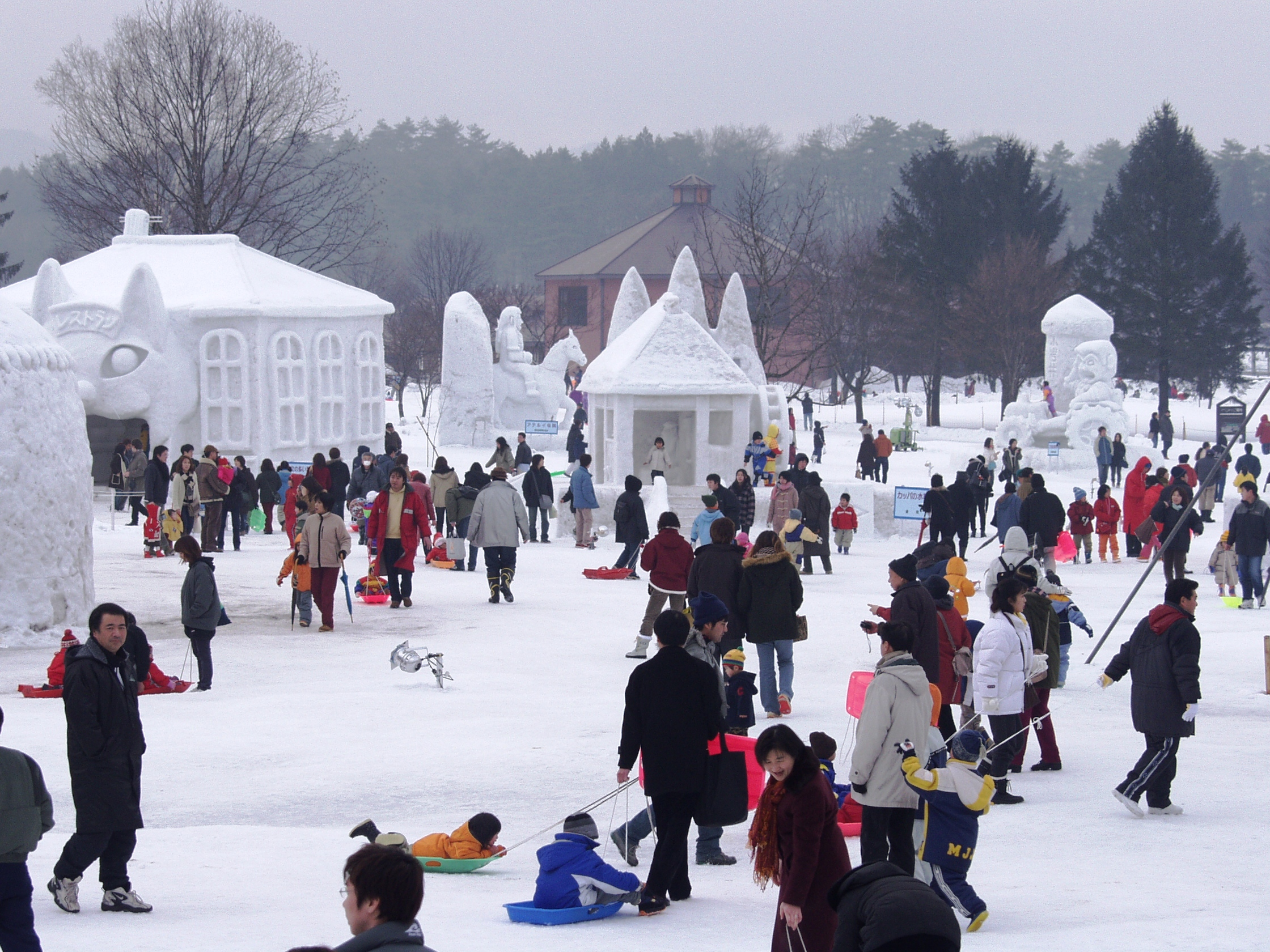
岩手雪まつり

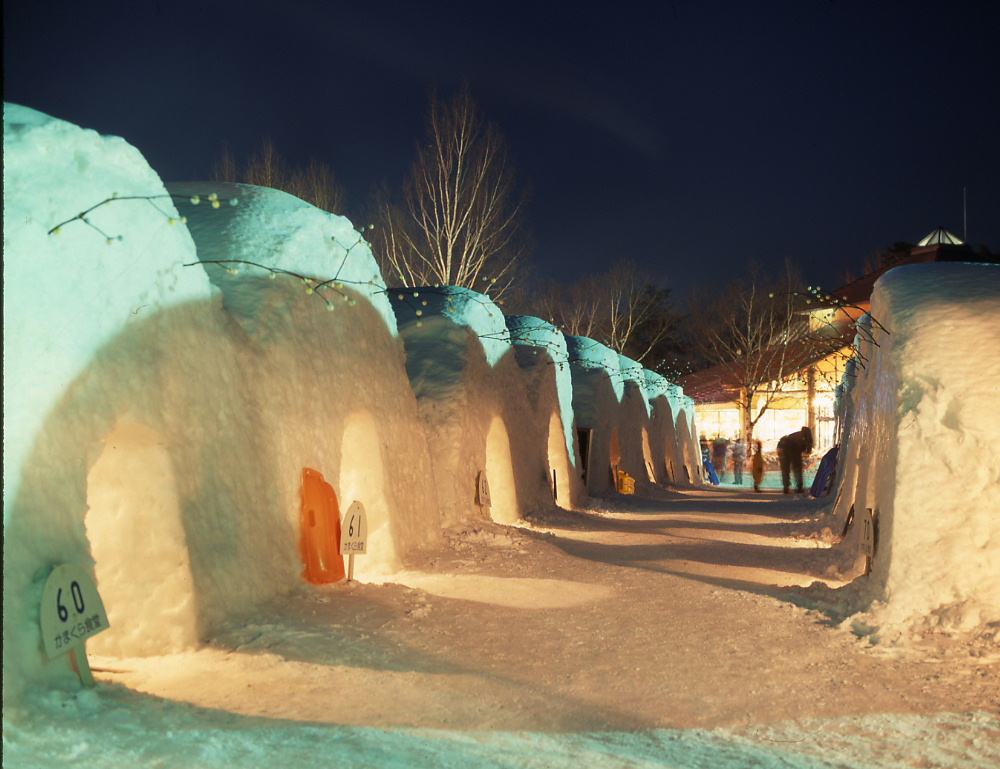
かまくら食堂

いわて雪まつり（いわてゆきまつり、Iwate Snow Festival）は、岩手県岩手郡雫石町にある小岩井農場のまきば園など複数会場で2020年の第53回まで毎年2月に行われていた雪まつり。

## 概要
大型滑り台の雪像、雪のステージなど大小合わせて約16基の雪像や70基程のかまくらでジンギスカン・焼肉を食べることができた。
開催期間中は朝9:00～夜9:00まで開いている。夕方(暗く)になると雪像がライトアップされ、イベントとして花火（ファンタジーナイト）が毎日行われた。
冬のまつりとしては本州最大規模で、約10日間の開催期間で30万人前後の人が訪れる。入場無料。第45回目に当たる2012年は、2/4～2/12まで開催。
1968年に「小岩井かまくら」の名称で第1回が開催された。夕暮れとともに12基のかまくらに火が灯り、雫石あねっこがワラグツ姿で登場し、ジンギスカン鍋を入れて入場者にサービスした。1971年の第4回にて、「小岩井かまくら」を「小岩井雪まつり」に名称変更して開催され、翌年の第5回から、「小岩井雪まつり」から「岩手雪まつり」へと変わった。
例年、雪像が作られるが、暖冬の影響で2016年の開催では雪像なしで開催されることとなった。
2019年は岩手高原スノーパークを主会場に、主会場含む7会場に拡大して開催された。また、開催時間が朝9:00～夜6:00まで短縮された。
2020年の来場者は約10万人まで落ち込み、2021年と2022年は新型コロナウイルスの影響で中止を余儀なくされ、近年の雪不足や客足の落ち込みを主な理由とし2022年8月24日に廃止する方針を固め、31日の実行委員会総会で正式決定された。
同年11月、事実上の後継イベントとして「雫石冬フェスタ」（しずくいしふゆフェスタ）の開催が決定され、2023年2月4日 - 12日まで小岩井農場を会場に実施された。このほか、滝沢市にある一般財団法人ペットの里でも、本イベントの後継を謳った「ALLいわて雪フェスティバル」（オールいわてゆきフェスティバル）を同年2月1日 - 28日に開催している。

## 開催会場
2019年
- 岩手高原スノーパーク（主会場） : 雪像、屋台村、ステージショー、花火
- 網張温泉スキー場 : 雪見風呂
- 雫石スキー場 : スノーアクティビティ
- 小岩井農場まきば園 : かまくらジンギスカン
- 盛岡手づくり村 : 地酒ワインの試飲販売・手づくり体験教室
- ビッグルーフ滝沢 : 物産・雪体験・夢灯り
- たきざわ自然情報センター : スノーシュートレッキング体験